# لئونیدا باربونی
لئونیدا باربونی (ایتالیایی: Leonida Barboni؛ ۲۳ نوامبر ۱۹۰۹–۶ نوامبر ۱۹۷۰) فیلم‌بردار اهل ایتالیا بود.
از فیلم‌هایی که وی در آن‌ها نقش داشته‌است، می‌توان به ساحره عاشق، حقایق قتل، احساس مالکیت، ناپلی‌ها در میلان، مرد راه‌آهن، جنگ بزرگ، طلاق به سبک ایتالیایی، شکار روباه، دختران زیبا، ۱۸۷۰، شیطان در صومعه، لا تراویاتا و ال گرکو اشاره نمود.